# Cippalanda
Cippalanda (URUZi-ip-pa-la-an-da, Zippalanda, Ziplanda, ma Peyniryemez, Yozgat tartomány) a hettita Felső-Hatti települése, Anatólia középső részén. Vallási centrumként a hattuszaszi levéltár dokumentumaiban sokszor szerepel, de helyzete sokáig bizonytalan volt. Felmerült Alaca Hüyük és Kuşaklı is lehetségesként. Ez utóbbit ma már inkább Szarisszasz városaként azonosítják, mindenesetre innen is ismert DIŠKUR URUZi-ip-pa-la-an-da, azaz Cippalanda Viharistene egy feliratból. Ma már azonban a 2005-ben, a Peyniryemez faluhoz közeli Çadir Höyük ásatásai alkalmával feltárt dombot tartják inkább Cippalandának. Ez a hely közel van Arinna feltételezett pozíciójához is. Cippalanda Viharistenét gyakran emlegették együtt Ankuvasz istennőjével, Kattahával.
A város a Hettita Birodalom állami kultuszainak rendkívül fontos centruma volt. A nuntarrijaszhasz nevű őszi, és az AN.TAḪ.ŠUM nevű tavaszi fesztivál is e városban zajlott. A KBo 16.49 számú dokumentum bizonyítja, hogy a cippalandai papság ellátását több város biztosította, köztük Szanahuitta, Tapikka, Taptika, Takaszta, Katapa, Karahna, sőt még maga Hattuszasz is.

## Feltárása
2005-ben az Alishar Research Project Çadir Höyük dombján, Peyniryemez falu közelében egy jelentős település romjait tárta fel, amelyet Cippalandával azonosítottak. A térségben már 1994-től folytak kutatások, Samuel Paley 1993-ban kapott engedélyt az Alişart övező 20×40 kilométeres terület regionális átkutatására. Az expedíciót Chicago, New York, Buffalo és New Hampshire egyetemei és több tudományos alapítvány támogatta, résztvevői Ronald Gorny, Sharon Steadman, Samuel Paley  és Gregory McMahon voltak.
A munkát egyszerre öt különböző területen indították meg, és rövid idő alatt jelentős leletekre bukkantak. A település körülbelül i. e. 5500-tól lakott volt, és egészen 1100 utáni korig lakott maradt. Tíz réteget különítettek el, amelyből a IV-V. rétegek tartalmazzák a hettita korú leleteket. A rétegek számozása nem a hagyományos módszer szerint, a legfelső (legfiatalabb) kultúrrétegtől kezdődik, hanem a legidősebbtől. Rétegen belül viszont fordított irányú az alszámozás.
2009-ben már a 11. ásatási szezont tartották a tellen. Erről a szakaszról az Anatolica gyűjtemény 36. kötete számol be, amely 2010. július 19-én jelent meg.
| Réteg    | Idő (kb)               | Korszak                     | Megjegyzés                                                           |
| -------- | ---------------------- | --------------------------- | -------------------------------------------------------------------- |
| If       | i. e. 5500             | neolit                      | nincs feltárva                                                       |
| Ie       | i. e. 5300             | korai kőrézkor              | csak kutatóárok, fal alapok                                          |
| Id       | i. e. 5200             | korai kőrézkor              | csak kutatóárok, fal alapok                                          |
| Ic       | i. e. 4500             | kőrézkor                    | csak kutatóárok                                                      |
| Ib3      | i. e. 3700-3500        | késői kőrézkor              | várkapu és házfalak                                                  |
| Ib2      | i. e. 3700-3500        | késői kőrézkor              | várkapu és falak                                                     |
| Ib1      | i. e. 3700-3500        | késői kőrézkor              | az Ia2 falak alapjai, vakolt falú, emeletes házak, várkapu           |
| Ia2      | i. e. 3400-3300        | késő kőrézkor               | erős fal alapok                                                      |
| Ia1      | i. e. 3400-3300        | késői kőrézkor              | gyenge falak és alapok                                               |
| IIc      | i. e. 3000-2800        | rézkor                      | nehéz, fényezett kerámia, „leégett szoba”                            |
| IIb      | i. e. 2800-2300        | korai bronzkor              | kerámia töredékek                                                    |
| IIa      | i. e. 2300-2000        | korai bronzkor              | átmeneti és „kappadókiai áru”                                        |
| IIIb     | i. e. 1750             | középső bronzkor (KárumII?) | óasszír kolónia, városfalak, kapu, házak                             |
| IIIa     | i. e. 1700             | bronzkor (KárumIb?)         | óasszír, városfalak, égetett tégla, kerámia                          |
| IVb      | i. e. 1600-1400        | késői bronzkor              | óhettita kerámia, falak, árkok                                       |
| IVa      | i. e. 1400-1200        | késői bronzkor              | városfalak, házak                                                    |
| Vb       | i. e. 1200-1000        | késői bronz-, korai vaskor  | első vasleletek, falak                                               |
| Va       | i. e. 1000-500         | középső vaskor              | „phrügiai töredékek”, edények, kapu, városfalak, berendezési tárgyak |
| VI       | i. e. 500-300          | késői vaskor                | festett kerámiák, óperzsa városkapu                                  |
| VII-VIII | i. e. 300 – i. sz. 500 | görög-római kor             |                                                                      |
| IX-X     | 500-1100               | bizánci és arab kor         |                                                                      |

## Alternatív feltevés Cippalanda helyéről
Uşaklı Höyük feltárása során is felmerült, hogy az lenne Cippalandával azonos. Az azonosítást az AN.TAḪ.ŠUM-fesztivál leírására alapozzák.